# Домра (хутор)
Домра — хутор в Медвенском районе Курской области России. Входит в состав Гостомлянского сельсовета.

## География
Хутор находится на юге центральной части Курской области, в пределах Среднерусской возвышенности, в лесостепной зоне, к югу от автодороги 38К-004, на расстоянии примерно 22 километров (по прямой) к северо-западу от Медвенки, административного центра района. Абсолютная высота — 223 метра над уровнем моря.

### Климат
Климат характеризуется как умеренно континентальный, с тёплым летом и умеренно холодной зимой. Среднегодовая температура воздуха — 5,5 °C. Абсолютный минимум температуры воздуха самого холодного месяца (января) составляет −37 °C; абсолютный максимум самого тёплого месяца (июля) — 35 °C. Безморозный период длится около 151 дня в году. Среднегодовое количество атмосферных осадков составляет 587 мм, из которых большая часть выпадает в тёплый период.

### Часовой пояс
Хутор Домра, как и вся Курская область, находится в часовой зоне МСК (московское время). Смещение применяемого времени относительно UTC составляет +3:00.

## Население
| 2002 | 2010 |
| ---- | ---- |
| 12   | ↘3   |

### Половой состав
По данным Всероссийской переписи населения 2010 года в половой структуре населения мужчины составляли 33,3 %, женщины — соответственно 66,7 %.

### Национальный состав
Согласно результатам переписи 2002 года, в национальной структуре населения русские составляли 83 %.

## Инфраструктура
Личное подсобное хозяйство. В хуторе 8 домов.

## Транспорт
Домра находится в 16,5 км от автодороги федерального значения М2 «Крым» (часть европейского маршрута E 105), в 0,5 км от автодороги регионального значения 38К-004 (Дьяконово — Суджа — граница с Украиной), при автодороге 38К-009 (М-2 «Крым» — 38К-004), в 15 км от ближайшего ж/д остановочного пункта 439 км (линия Льгов I — Курск).
В 109 км от аэропорта имени В. Г. Шухова (недалеко от Белгорода).